# Касторное
Касто́рное — посёлок городского типа в Курской области России, административный центр Касторенского района. Образует одноимённое муниципальное образование посёлок Касторное со статусом городского поселения как единственный населённый пункт в его составе.

## География
Расположен на реке Олым (Олымь; бассейн Дона) в 156 км восточнее Курска.

## Этимология
Многие годы поселение было известно как Касто́рная. Имеется несколько версий происхождения названия:
1. От ручья под названием Кастор «Кастюря»;
2. От слова «Кастор» как формы личного имени «Константин»[3];
3. От старорусского слова «кастер»;
4. От нити, которую в старину изготовляли из конопли, под названием «костра»[4].

## История

### XVI век
- Известен с 1590 года.

Касторное появилось на сторожевой линии Ливны-Оскол после царского указа (1571 года). После этого указа был учинён сторожевой пост и небольшая деревянная крепость на крутом правом берегу Олым, где река круто заворачивает с северного направления на западное, в двух километрах от брода. Его хорошо знали татары и пользовались им при набегах, о чём касторенские сторожи должны были заранее предупреждать Елецкого воеводу.
По местному преданию, на крутом извороте реки, на её правом высоком берегу у дубового леса была построена деревянная крепость, окружённая рвом, валом и частоколом из брёвен. На одном из углов — смотровая вышка. В крепости — деревянные строения с бойницами для стрел. Первыми поселенцами этой крепости в конце XVI века были служивые люди — казаки.

«В 7101 (1593) на „украине“ (окраине) от набегов татар поставлены грады Белгород, Оскол, Волуйка, а допрежь оных — Воронеж (1585 г.), Ливны (1570 г.), Курск и оные укрепя населили казаками».
— В. Н. Татищев, «История Российская»

### XVII век
Расширилась крепость в связи с укреплением южных границ государства Михаилом Романовым в первой половине XVII века. В 1668 году в Касторном насчитывалось 78 дворов. Они были заселены в основном служилыми людьми и их семьями.

### XVIII век
В царствование Екатерины II в Касторном строится каменная церковь, освящённая 15 августа (28 августа по новому стилю) в день Успения Пресвятой Богородицы 1763 года. Рядом с церковью строились торговые лавки, дома зажиточных касторенцев.

### XIX век
В «Воронежской памятной книге на 1856 год» в «Росписи замечательнейших селений Воронежской губернии» есть запись:

«…Касторное, село — сельская Расправа, Землянского уезда, ярмарка, жителей обоего пола — 900 государственных крестьян, от уездного города 40 вёрст…»

По материалам «Воронежских ведомостей» 1859 года в Касторном насчитывалось уже 110 дворов, 536 мужчин и 569 женщин. Село являлось казённым (государственным), и земли раздавали здесь казакам за службу. В селе имелась становая квартира, где проживал становой пристав. Также упоминается церковь, сельские ярмарки, базары.
- В 1880-е открывается здание земской школы.

### Торговля
«Воронежские ведомости» 1870 года сообщают о том, что в Касторном проводилось 3 ежегодных ярмарки:
- «Евдокиевская ярмарка (1 марта): ввоз товара на 8000 рублей, продано — на 3500 руб.»
- «Никольская ярмарка (9 мая): ввоз товара на 7000 рублей, продано — на 2500 руб.»
- «Успенская ярмарка (15 августа): ввоз товара на 47000 рублей, продано — на 12000 руб.»[3]

### XX век
В двадцатом веке Касторное продолжало развиваться как крупный железнодорожный узел.
- 1902 г. «Село Касторное расположено вверх в 4 километрах от станции, на реке Олыми, имеет 2100 жителей, волостное правление, несколько лавок, еженедельные базары и три ярмарки, из них одну конную». («Россия — полное географическое описание нашего Отечества» (настольная и дорожная книга для русских людей) под редакцией В. П. Семёнова-Тян-Шанского. Санкт-Петербург, 1902);
- 1905 г. В архивных материалах 1905 года значится: «Касторное, волостное село Землянского уезда, на реке Кастюре при железнодорожной станции того же наименования. 300 дворов с 2042 жителями, 2 школы с 213 учащимися». Одна школа была церковно-приходская и одна земская. Детей до 12 лет не считали, а остальное население составляло 1000 мужчин и 1042 женщины;
- 1912 г. открывается школа 2-й ступени;
- 1916 г. Согласно переписи 1916 года в Касторном проживало 2407 жителей. Населено бывшими казаками. Крупное торговое село в уезде (в значительной степени благодаря железнодорожной станции). Здесь проходили крупные ярмарки[3].

#### Революция 1917 г.
- 3 марта (16-го по новому стилю) 1917 года телеграф принёс первые вести о свержении самодержавия.
- 11 января 1918 года — в Землянском уезде, куда входило Касторное, установилась советская власть[6].

#### Гражданская война
- 25 сентября 1919 года Касторное заняли войска ВСЮР, а именно

1. 4-й Донской корпус под командованием К. К. Мамантова и В. И. Постовского
2. 3-й Кубанский конный корпус под командованием А. Г. Шкуро
3. 1-й Хоперский казачий конный полк
4. 2-й Марковский полк

- 5-15 ноября 1919 года Красная Армия, воспользовавшись сильной метелью, нанесла внезапный удар и завладела Касторным. К исходу 16 ноября остатки белых были ликвидированы. В бою принимали участие:
- 1-я конная армия под командованием С. М. Будённого
- 8-я армия под командованием М. В. Молкочанова
- 42-я стрелковая дивизия под командованием И. Х. Паука

В 1930 г. по этому сражению была написана картина Авилова М.И «Захват ст. Касторной конным корпусом Будённого»

#### 1923—1936 г.
- До 1923 г. село территориально входило в Землянский уезд Воронежской губернии.
- 16 июля 1928 года Касторное становится райцентром[6].
- С 15 марта 1930 года издаётся районная газета «Путь колхоза». В райцентре имеется механическая мельница, электростанция в 20 киловатт-час, кинотеатр и библиотека[6].
- В 1936 году был открыт Дом Социалистической культуры.

#### Великая Отечественная война
В районе села во время Великой Отечественной войны произошли крупные сражения в ходе Воронежско-Касторненской операции 1943 года. В ходе операции оказалось окружено и уничтожено около десяти немецких и венгерских дивизий.
- 4 июля 1942 года немецкие войска оккупировали Касторное (тогда — крупный железнодорожный узел, состоящий из «треугольника» станций: Курская, Новая, Восточная). Жестокие бои в течение нескольких дней вела здесь 40-я армия Брянского фронта. Около станции Касторная-Новая в коровниках фашисты создали концлагерь Дулаг-231, куда помещались как военнопленные, так и мирные жители.
- 25 января 1943 года войсками 1023 стрелкового полка 307-й стрелковой дивизии, 13-й армии Брянского фронта, 38-й и 40-й армий Воронежского фронта начались бои за освобождение Касторного. Кроме наземных войск, в операции участвовали две воздушные армии, задействовав до 500 самолётов. Противник потерял до 17 тысяч человек.
- 28 января 1943 года село было освобождено от немецких войск.
- «Малым Сталинградом» назвал Касторное журналист Илья Эренбург, побывав здесь сразу после битвы[7].

## Послевоенное время
- В 1947 году был построен новый Дом Культуры.
- С 1959 года посёлок городского типа.
- В 1960 году открывается новое здание кинотеатра «Родина».
- В 1965 году открыто новое трехэтажное здание средней школы № 1.
- В 1971 году открыто новое трехэтажное здание средней школы № 2.
- В 1973 году был открыт Районный Дом Культуры.
- В 1986 году открыт детский сад «Сказка».
- В 1988 году открыт Касторенский краеведческий музей.
- 1 сентября 2003 г. райцентр и район в целом были сильно повреждены в результате сильного урагана. Особенно сильно пострадала с. Евгеньевка.
- В 2014 году открыт спорткомплекс «Комета».

## Население
| 1859  | 1897  | 1939  | 1959  | 1970  | 1979  | 1989  | 2002  | 2009  |
| ----- | ----- | ----- | ----- | ----- | ----- | ----- | ----- | ----- |
| 1105  | ↗2112 | ↗3357 | ↗3475 | ↘3447 | ↗3575 | ↗4562 | ↘4492 | ↘3872 |
| 2010  | 2012  | 2013  | 2014  | 2015  | 2016  | 2017  | 2018  | 2019  |
| ↘3848 | ↘3727 | ↘3605 | ↘3586 | ↘3527 | ↘3493 | ↘3458 | ↘3388 | ↘3326 |
| 2020  | 2021  |       |       |       |       |       |       |       |
| ↘3263 | ↗3461 |       |       |       |       |       |       |       |

## Производственные предприятия, СМИ
- Хлебоприёмное предприятие
- Редакция местной газеты «Вести»
- Маслоперерабатывающий завод ООО "Курскагротерминал"
- АТС

## Автобусное сообщение
- Касторное — Кшенский — Черемисиново — Щигры — Курск
- Касторное — Новокасторное — Олымский — Горшечное — Старый Оскол
- Касторное — Воронеж

## Ж/Д сообщение
Через посёлок проходит узел железнодорожных линий двухпутной электрифицированной Елец — Валуйки (на Донбасс) и однопутной тепловозной Курск — Воронеж.
- Станция Касторная-Курская.
- Остановочный пункт (бывшая станция) Касторная-Восточная.
- В 6 км от посёлка, в пгт Новокасторное, расположена станция Касторная-Новая.

## Культура и спорт
- МКУК «Межпоселенческая библиотека Касторенского района им. В. Г. Гордейчева»
- Касторенский краеведческий музей
- МКУК «Касторенский ЦДК „Родина“»
- Спортивный комплекс «Комета» (ФОК)
- 2 памятника В. И. Ленину
- Парк имени С. М. Будённого
- Памятник пограничникам
- Памятник морякам
- Ипподром «Лука»
- Парк им. Вориводина
- Храм Успения Пресвятой Богородицы — православный храм Курской и Рыльской епархии (построен в 1779 году).
- Несколько старых зданий (построены в конце XIX — начале XX веков)

## Образование
- 2 Средние общеобразовательные школы
- Детский сад
- МКОУ ДО «Касторенская ДШИ»

## Другое
- Братские могилы
- Несколько старых могил середины — конца XIX века

## Известные уроженцы
- Евдоким Емельянович Лачинов — русский офицер, декабрист, родившийся в селе Песковатка (ныне Лачиново) (1799—1875)
- Бунин Наркиз Николаевич — художник-баталист (1856—1912)
- Сидоренко Василий Алексеевич — участник Великой Отечественной войны, герой Советского Союза (1911—1978)
- Василий Михайлович Кубанёв — советский поэт и журналист, родившийся в селе Орехово (1921—1942)
- Мельников Николай Кириллович — участник Великой Отечественной войны, Герой Советского Союза (1922—1993)
- Гордейчев Владимир Григорьевич — поэт (1930—1995)
- Александр Иванович Артеменко — заслуженный химик РФ, член-корреспондент РАЕН (1935)
- Вориводин Александр Николаевич — рядовой гвардии, погиб выполняя боевое задание в республике Чечня, посмертно награждён орденом Мужества (1981—2000)
- Осипов Николай Анатольевич — заслуженный мастер спорта Советского Союза
- Тимошенко Владимир Иванович — полковник советской армии, участник Великой Отечественной войны, герой Советского Союза (1922—2001)